# Zátiší (Jenišov)
Zátiší (deutsch Haselbeint) ist eine Ansiedlung in der Gemeinde Jenišov in Tschechien. Sie liegt drei Kilometer östlich von Chodov und gehört zum Okres Karlovy Vary.

## Geographie
Zátiší befindet sich im Falkenauer Becken am Bach Chodovský potok. Durch den Ort führt die Bahnstrecke Chomutov–Cheb. Im Südwesten erhebt sich die auf dem Kellerberg angelegte frühere Abraumhalde Loket, unter der sich früher das Dorf Podhoří befand.
Nachbarorte sind Jimlíkov im Norden, Stará Role im Nordosten, Počerny im Osten, U Mlýna und Jenišov im Südosten, Hory im Süden, Nové Sedlo, Chranišov und Na Cechu im Südwesten, Mírová im Westen sowie Božičany im Nordwesten.

## Geschichte
Haselbeint entstand im 15. Jahrhundert als ein Meierhof.
Nach der Aufhebung der Patrimonialherrschaften bildete Haselbeint ab 1850 einen Ortsteil der Gemeinde Janessen im Bezirk Falkenau. In den 1860er Jahren erfolgte durch die Ansiedlung der Bau der Bahnstrecke von Karlsbad nach Eger durch die Buschtěhrader Eisenbahngesellschaft (BEB), die 1870 in Betrieb genommen wurde. In der Umgebung des Dorfes wurde zu dieser Zeit Braunkohle abgebaut. Ab 1880 gehörte Haselbeint als Ortsteil von Janessen zum Bezirk Karlsbad. 1890 bestand das Dorf aus 13 Häusern und hatte 107 deutschsprachige Einwohner. Infolge des Münchner Abkommens wurde Haselbeint 1938 dem Deutschen Reich angeschlossen. Von 1938 bis 1945 war das Dorf Teil des deutschen Landkreises Karlsbad und kam nach dem Ende des Zweiten Weltkrieges zur Tschechoslowakei zurück. Von 1949 bis 1960 gehörte Zátiší als Teil von Jenišov zum Okres Karlovy Vary-okolí. Seit 1961 gehört der Ort zum Okres Karlovy Vary. Von 1975 bis 1990 war Zátiší nach Karlovy Vary eingemeindet. Seit 1990 gehört die Ansiedlung zur Gemeinde Jenišov.